# Las tres ratas (película)
Las tres ratas es una película argentina del género del drama filmada en blanco y negro y dirigida por Carlos Schlieper. El guion fue escrito por Ariel Cortazzo, Samuel Eichelbaum y Jorge Jantus como una adaptación de la novela homónima de Alfredo Pareja Díez Canseco. La película se estrenó el 7 de agosto de 1946 y que tuvo como actores principales a Mecha Ortiz, Amelia Bence, María Duval, Miguel Faust Rocha, Santiago Gómez Cou y Ricardo Passano. Alfredo Pareja fue un escritor y diplomático ecuatoriano que nació en una familia conservadora que perdió su fortuna. 

## Sinopsis
La película se refiere a la reacción de tres bellas hermanas al quedar huérfanas y sin dinero.

## Reparto
- Mecha Ortiz ... Mercedes de la Fuente
- Amelia Bence ...	Eugenia de la Fuente
- María Duval ... Ana Luisa de la Fuente
- Miguel Faust Rocha ... Alfredo Millán
- Santiago Gómez Cou ... Ernesto Carbó
- Ricardo Passano (hijo) ... Oscar Aranda
- Felisa Mary ... Aurora de la Fuente
- Floren Delbene ... Carlos
- Amalia Sánchez Ariño ... Consuelo
- Juan José Piñeyro	... Zabala
- Lalo Bouhier ... Inspector de policía
- Aurelia Ferrer ... Bernarda
- Cirilo Etulain ... Horacio Saldaña
- Gonzalo Palomero ... Capataz
- Jorge Villoldo ... Mozo
- Jorge Eamboez ... Amigo
- Nélida Romero	... Modista 1
- Soledad Marcó	... Modista 2
- Marcelo Lavalle ... Muchacho
- Estela Vidal ... Mucama
- Francisco Audenino

## Comentario
Sobre esta película dijo la crónica del diario La Nación: "…tiene excelente calidad cinematográfica, responde con sus imágenes al espíritu y emoción de la obra en que se inspira, sin buscar trascendencias que el libro llegó a sugerir con su penetración psicológica."